# Azbestoza
Azbestóza je poklicna bolezen pljuč, ki nastane zaradi dolgotrajnejše izpostavljenosti azbestnemu prahu. Spada med pnevmokonioze in je neozdravljiva, napredujoča bolezen, ki ima hude posledice za obolelega.
Največja nevarnost za razvoj bolezni je pri delavcih, ki delajo pri pridobivanju rude, njenem drobljenju in separaciji, pa tudi pri pakiranju in transportu vlaken, v predilnicah vlaken, tekstilni industriji in izdelavi ter uporabi azbestnih proizvodov.
Azbestni prah vsebuje delce igličaste oblike, ki v pljučih povzročajo nastanek t. i. azbestnih telesc. To so prva opazna obrambna reakcija pljuč na azbestna vlakna. Delci z mehanskim draženjem namreč povzročajo razrast vezivnega tkiva, ki se začne pojavljati po petnajstih do dvajsetih letih izpostavljenosti.
Razvoj bolezni je odvisen od koncentracije azbestnega prahu v pljučih, od simptomov pa se najprej pojavi oteženo dihanje in dražeč suh kašelj. V kasnejših fazah se zaradi prizadetosti popljučnice pojavljajo bolečine v prsih, ki jih lahko spremljajo tudi vnetja nosu, žrela, grla in sapnika.
V Sloveniji je azbestoza najbolj razširjena med nekdanjimi delavci tovarne Salonit iz Anhovega.

## Znaki in simptomi
Znaki in simptomi azbestoze se ne pojavijo takoj, po navadi mine precej časa (od prve izpostavitve), pogosto več desetletij pod pogoji, kakršni so trenutno v ZDA. Primarni simptom azbestoze je počasni začetek dispneje, zlasti ob naporih. Klinični napredni primeri azbestoze povzročijo odpoved dihanja. Značilnost pljučne funkcije pri azbestozi je restriktivna dihalna okvara. To se kaže v zmanjšanju pljučnega obsega, še posebej vitalne kapacitete in skupne pljučne kapacitete. Skupna pljučna kapaciteta se lahko zmanjša preko alveolarne odebelitve stene, vendar ni vedno temu tako. V najhujših primerih lahko drastično zmanjšanje delovanja pljuč zaradi njihove otrdelosti in zmanjšane skupne kapacitete pljuč povzroči desnostransko srčno popuščanje. Poleg restriktivne okvare lahko azbestoza povzroči zmanjšanje zmogljivosti v difuzijski kapaciteti in arterijsko hipoksemijo. 

## Patogeneza
Azbestoza je brazgotinjenje pljučnega tkiva (okoli bronhiolov in alveolarnih kanalov), ki so posledica vdihavanja azbestnih vlaken. Obstajata dve vrsti vlaken, amfibolni (tanki in ravni) in serpetni (ukrivljeni). Prvi so v prvi vrsti odgovorni za človeške bolezni, ker lahko prodrejo globoko v pljuča. Ko ta vlakna dosežejo pljučne mešičke v pljučih, kjer se kisik preneaša v kri, ti tujki (azbestna vlakna) povzročijo aktiviranje lokalnega pljučnega imunskega sistema, kar povzroči vnetno reakcijo. To vnetno reakcijo lahko opišemo kot kronično in ne kot akutno, kajti imunski sistem počasi in stalno napreduje v poskusu odprave tujih vlaken. Azbestna vlakna so odporna na prebavo, makrofagi odmrejo, sprostijo se citokini in vplivajo še na več makrofagov v pljučih in fibroblastne celice, ki tvorijo fibrozno tkivo, ki sčasoma začne tvoriti fibrozno (vlaknasto) maso. Ta masa je mikroskopsko vidna, azbestna vlakna so večplastna z delci železa, ki vsebuje beljakovine. Rezultat je intersticijska fibroza. Fibrozne brazgotine povzročajo zgostitev alveolarnih sten, kar zmanjšuje elastičnost in difuzijo plinov, to zmanjša prenos kisika po krvi in tudi odstranitev ogljikovega dioksida. 